# César Álvarez Dumont
César Álvarez Dumont (1866-1945) fue un pintor español de historia que cultivó también temas costumbristas, religiosos, pintura decorativa e ilustración. Hermano del también pintor Eugenio Álvarez Dumont.

## Biografía
Alumno de la Escuela de Bellas Ártes de Málaga, posteriormente se formó en la Real Academia de Bellas Artes de San Fernando de Madrid. La Diputación Provincial malagueña le concede una beca en 1895 para continuar sus estudios en Roma. Allí sustituye a Alejo Vera como director de la Escuela Española de Bellas Artes.
En 1897 fija su residencia en París y en 1898 viaja al norte de África en compañía de su hermano Eugenio. Tras volver a España realiza las pinturas del salón de sesiones del Palacio Municipal de Málaga y colabora como dibujante e ilustrador en publicaciones de la época.
Fue director de las Escuelas de Bellas Artes de Sevilla, Cádiz y Málaga.

## De interés
Una pequeña muestra de sus obras relativas al sitio de Zaragoza fueron restauradas y se expusieron en la Lonja de Mercaderes durante las celebraciones del bicentenario de los asedios de la ciudad. La restauración de dichas pinturas sacó a la luz detalles hasta entonces desconocidos.